# 85389 Rosenauer
85389 Rosenauer è un asteroide della fascia principale. Scoperto nel 1996, presenta un'orbita caratterizzata da un semiasse maggiore pari a 2,6615849 UA e da un'eccentricità di 0,1236585, inclinata di 3,48362° rispetto all'eclittica.
L'asteroide è dedicato all'architetto ceco Josef Rosenauer,